# Бірманська мова
Бірма́нська мо́ва (бірм. မြန်မာဘာသာ, MLCTS: myanma bhasa, bəmà bàðà), або м'янма́нська мо́ва — мова бірманців, офіційна мова М'янми. Належить до тибето-бірманської групи мов Південно-Східної Азії.
Звуковий склад дуже багатий (8 голосних і 32 приголосні). Подібно до китайської мови значення односкладових незмінних коренеслів (омографів) розрізняється 4 тонами. Нові слова, їхні форми утворюються складанням коренеслів і за допомогою афіксів. Синтаксичні зв'язки в реченні виражаються порядком слів та службовими словами. Писемні пам'ятки, на основі індійського алфавіту талайнг, відомі з 11 століття.